# Haras national de Karacabey
Le haras national de Karacabey est un haras national turc, établi en 1924 à Karacabey, toujours actif de nos jours. Il est à l'origine de la sélection de la race de chevaux du même nom, et a travaillé sur des croisements entre les chevaux turcs et le Nonius, ainsi que le Haflinger. Il s'agit d'un des plus grands haras de Turquie, il joue un rôle important dans l'histoire de la nation turque.

## Histoire
Après l'établissement de la Turquie comme nation indépendante, les Turcs ont réorganisé leurs haras et l'élevage équin. En 1924, cette nouvelle politique d'élevage aboutit à la création du haras national de Karacabey, dans l'Ouest de l'Anatolie. Son but premier est de fournir la remonte militaire et de répondre aux besoins agricoles. Il s'y élève surtout des chevaux arabes turcs, par croisement avec des étalons de race Nonius importés de Hongrie. 
En 1943, ce haras national compte environ 550 chevaux. Dans les années 1960, des chevaux sauteurs de haute qualité commencent à être importés depuis la France et l'Allemagne. La race du haras de karacabey est oubliée au profit de chevaux étrangers. Une autre raison à son déclin est la concurrence des véhicules à moteur, le gouvernement turc cessant l'élevage des chevaux de travail faute de besoins.

## Architecture
Le haras de Karacabey est bâti dans un style architectural turc ancien, qui a servi de source d'inspiration à de nombreux artistes, notamment Grecs, qui en ont fait des représentations.

## Races animales sélectionnées
Ce haras national donne naissance à deux races chevalines (dont le Karacabey), une race bovine et une race ovine adaptées à leur environnement. Le haras travaille désormais en priorité sur la sélection du cheval arabe turc, mais dans les années 1970, il a œuvré à la sélection du Pur-sang turc, répondant à l'engouement de plus en plus grand pour le sport hippique. En 1987, ce haras détenait la plus grande partie des 87 chevaux Haflinger répartis entre les différents haras d'état turcs.